# Lav Oregon-drue
Lav Oregon-drue (Berberis nervosa) eller vestamerikansk mahonie er en lav busk med en krybende til opstigende vækst. Bladene har randtorne, som ligner dem hos almindelig kristtorn. Blomsterne er gule og krukkeformede. Frugterne er blåduggede bær med mange kerner. Busken er fuldt hårdfør, men kun lidt brugt i danske haver og parker.

## Kendetegn
Lav Oregon-drue er en lav, vintergrøn til stedsegrøn busk med en krybende til opstigende vækst. Hovedskuddet danner ikke sideskud. Barken er først lysegrøn, men senere bliver den brun og med tiden grålig og fint furet. Knopperne er slanke og lysegrønne, men sidder skjult ved bladets fod. Bladene er spredt stillede og uligefinnede med ægformede småblade. Bladranden er tandet og forsynet med skarpe randtorne. Oversiden er mat mørkegrøn, mens undersiden er mat lysegrøn. En del af løvet farves rødt om efteråret, men det meste forbliver grønt og overlever vinteren. Blomstringen foregår i marts-juni (afhængigt af snesmeltningen), hvor man finder blomsterne samlet i endestillede klaser med 30-70 blomster. De enkelte blomster er 5-tallige, regelmæssige og krukkeformede med gule kronblade. Frugterne er mørkeblå bær med en voksbeklædning, der farver dem lyseblå. Hvert bær indeholder mange frø.
Rodsystemet består af grove, gule hovedrødder og et stort antal højtliggende finrødder. Blomsterne er duftende, og bærrene er spiselige.
Planten bliver ikke meget mere end 0,25 m i højden, men til gengæld op til 0,75 m i bredden.

## Hjemsted
Lav Oregon-drue hører hjemme langs stillehavskysten af Nordamerika fra Californien til Alaska. Busken er en almindeligt forekommende skovbundsplante I de fugtige nåleskove, og derfor er den knyttet til skyggede voksesteder med muldrig og veldrænet jord.
I Olympic National Park, som ligger  på Olympichalvøen vest for Seattle, Washington, USA, findes nogle skove i lavlandet og på dalbunden mellem bjergene, hvor denne art vokser sammen med bl.a. almindelig linnæa, amerikansk skovstjerne, broget skumspiræa, busket bjergte, bølle (flere arter), druehyld, grøn douglasgran, kæmpethuja, kæmpegran, sitkagran, småhjerte, sværdbregne, Trillium ovatum (en art af treblad) og vestamerikansk hemlock

## Anvendelse
Lav Oregon-Drue kan i bruges som bunddække under større, skyggefulde træer og buske, men den er foreløbig næsten ukendt I danske haver og parker.